# سید محمدسعید حکیم
سید محمدسعید طباطبائی حکیم (۱۱ بهمن ۱۳۱۴ – ۱۲ شهریور ۱۴۰۰) مرجع تقلید عالیقدر شیعه عراق و یکی از مراجع بزرگ حوزهٔ نجف و یکی از برجسته‌ترین روحانیون شیعه در عراق پس از آیت‌الله علی سیستانی بود. پدرش «سید محمدعلی طباطبائی حکیم» و مادرش دختر سید محسن حکیم و خواهر سید محمدباقر حکیم است.

## نسب
از سادات طباطبایی است که نَسَبِ ایشان به ابراهیم طباطبا پسر اسماعیل دیباج  پسر ابراهیم غمر  پسر حسن مثنی  پسر حسن مجتبی می‌رسد. 

## تحصیلات
سید محمدسعید حکیم چون به سن ۱۰ سالگی رسید، پدرش خود عهده‌دار تربیت فرزند خویش گشت به درس و تدریس و تعلیم تربیت او پرداخت تا آخرین مراحل سطوح عالیه حوزه‌ای همراه و همدم او بود. هنوز جوانی بیش نبود که به حوزه درس خارج راه یافت و در حلقه خواصی چون: میرزا حسن موسوی بجنوردی و سید محسن حکیم و حسین حلی و سیدابوالقاسم خوئی و شیخ محمد حسین اصفهانی جای گرفت.

## تدریس
وی از همان آغاز جوانی یعنی در سال ۱۳۸۸ هـ.ق. (۱۳۴۶ هـ ش) به تدریس بحث‌های عالی و خارج حوزه‌ای فقه و اصول و همچنین به تدریس تفسیر و اخلاق پرداخت در این میان شاگردان وی در حوزه علمیه نجف وقم اشتغال علمی دارند.

## مرجعیت
محمد سعید حکیم پس از درگذشت ابوالقاسم خویی در سال ۱۳۷۱ رساله عملیه خود را منتشر کرد.
در حال حاضر علاوه بر بیت وی در نجف دفاتر نمایندگی وی در برخی شهرها به پاسخگویی سوالات و دریافت وجوهات شرعی اقدام می‌کنند. شهرهایی که وی در آنجا دارای دفتر نمایندگی رسمی است بدین شرح است:
 عراق
- نجف

 ایران
- قم
- اصفهان
- تهران

 سوریه
- دمشق

 لبنان
- بیروت

 عربستان سعودی
- مکه

## تألیفات
آثار بجا مانده از وی تاکنون مجموعه‌ای بیش از ۴۰ جلد می‌باشند که از جمله آن‌ها:
۱ ـ المحکم فی اصول الفقه، (این مجموعه در ۶ جلد با بحث استدلالی اصول).
۲ ـ دوره فقهی «مصباح المنهاج» که شرحی بر فقه استدلالی «منهاج الصالحین» سید محسن حکیم است.
۳ ـ رساله عملیه خود را ـ پس از درخواستهای مکرر و مراجعات بسیاری از فضلاء ومردم برای تقلید از ایشان ـ در ۳ جلد به نام «منهاج الصالحین» عرضه کرده‌است.
۴ ـ مناسک حج و عمره.
۵ ـ حاشیه‌ای جامع بر کتاب اصولی «کفایه» آخوند خراسانی در ۳ جلد.
۶ ـ حاشیه‌ای جامع بر کتاب اصولی (رسائل) شیخ انصاری.
۷ ـ حاشیه‌ای جامع بر کتاب فقهی (مکاسب) شیخ انصاری.
۸ ـ مجموعة «تهذیب علم الاصول» که در این مجموعه به مهم‌ترین و محوری‌ترین مباحث علم اصول پرداخته. و در ۳ جلد به فضلا و اندیشمندان حوزه‌ای عرضه کرده‌است.
۹ ـ کتاب «احکام فقهی» که مختصری از مسائل و رساله عملیه ایشان است که بتازگی به فارسی ترجمه و چاپ شده‌است.
۱۰ ـ فقه استنساخ البشری مسائلی که اخیراً در خصوص شبیه‌سازی از ژن انسان و مسائلی هم راجع به تلقیح سؤال کرده‌اند و به‌طور تفصیل درونش جواب داده شد است.
۱۱ ـ الفتاوی سؤالاتیست که راجع به پیش‌تر ابواب فقه (نوعاً مسائل مستحدثه) است استفتاء شده‌است و معظم‌له به‌طور شایسته و مستدل جواب داده‌اند.
۱۲ ـ الکافی فی اصول الفقه در خصوص اصول فقه مستدل و متیقن در سه جلد مرقوم فرموده‌اند.
در این میان چهار اثر زیر از شهرت و عمومیت بیشتر برخوردار هستند:
۱ ـ کتاب (تهذیب فی علم الاصول) در سه جلد.
۲ ـ کتاب خمس که بحث فقهی و استدلالی است.
۳ ـ کتاب مباحثی در اصول عملیه ((برائت ـ تخییر و احتیاط و استصحاب)).
۴ ـ کتابی به نام سیری در سیره و زندگی‌نامه امامان معصوم (علیهم السلام).

## درگذشت
سید محمد سعید حکیم روز جمعه ۱۲ شهریور ۱۴۰۰ / ۲۵ محرم ۱۴۴۳ / ۳ سپتامبر ۲۰۲۱ در منزل مسکونی خود دچار سکته قلبی شد و همان روز در بیمارستان الحیات نجف درگذشت.
درگذشت او که یکی از مراجع چهارگانه نجف بود، با واکنش وسیع سران مذهبی وسیاسی به ویژه در عراق و ایران مواجه و پیام‌های تسلیت فراوانی در پی درگذشت او صادر شد. از جمله پیام‌های تسلیت سید علی سیستانی و سایر مراجع تقلید شیعه در عراق و ایران،  و رئیس جمهور و نخست‌وزیر عراق و رهبر و رئیس جمهور ایران و سفرای کشورهای مختلف در عراق.
پیکر او روز شنبه در کربلا تشییع و به شهر نجف برای خاکسپاری نهایی منتقل و همان روز با حضور هزاران تن در مراسم تشییع، در حرم امام علی  (ع) خاکسپاری شد .  